# Državni sekretar Združenih držav Amerike
Državni sekretar Združenih držav Amerike (angleško: United States Secretary of State in The Srecretary of State, pogosto označen tudi kot zunanji minister) je vodja državnega ministrstva Združenih držav Amerike, ki se ukvarja z zunanjimi zadevami. Državni sekretar je član kabineta Združenih držav. Položaj je bil ustanovljen leta 1789 in je soroden funkciji zunanjega ministra v drugih državah.
Državnega sekretarja imenuje predsednik Združenih držav Amerike, po zaslišanju pred senatnim odborom za zunanje odnose pa ga potrdi senat Združenih držav Amerike. Državni sekretar velja za enega najpomembnejših članov kabineta predsednika ZDA. Državni sekretar je na izvršni lestvici na prvi stopnji in tako zasluži plačo, predpisano za to raven (trenutno 210.700 ameriških dolarjev).

## Seznam
Glej članek: Seznam državnih sekretarjev Združenih držav Amerike